# 376 Геометрія
376 Геометрія (376 Geometria) — астероїд головного поясу, відкритий 18 вересня 1893 року Огюстом Шарлуа у Ніцці.